# Stazione di Iglesias (FMS)
La stazione di Iglesias delle Ferrovie Meridionali Sarde era una stazione ferroviaria a servizio del comune di Iglesias, capolinea della dismessa ferrovia a scartamento ridotto per San Giovanni Suergiu.

## Storia

La stazione nel giorno della sua inaugurazione e di quella della rete FMS, il 13 maggio 1926

La nascita dell'impianto coincise con la costruzione della rete ferroviaria a scartamento ridotto pubblica del Sulcis-Iglesiente nei primi decenni del Novecento. Il progetto, che inizialmente non prevedeva la creazione di una linea per Iglesias, portò alla realizzazione tra il 1923 e il 1926 di una ferrovia a scartamento ridotto tra Palmas Suergiu (in seguito San Giovanni Suergiu) e Iglesias, sfruttando anche la già esistente ferrovia a scartamento normale tra la città mineraria e Monteponi delle Ferrovie dello Stato. Questo tronco, ceduto alla concessionaria della nuova ferrovia (la Ferrovie Meridionali Sarde) e riconvertito a scartamento da 950mm, terminava in origine nella stazione FS di Iglesias, ma fu deciso di costruire un nuovo impianto, situato pochi metri a sud dell'altro scalo iglesiente per garantire l'interscambio di merci e viaggiatori.
Fu così che il 13 maggio 1926 la ferrovia Palmas Suergiu-Iglesias fu inaugurata, e con essa la stazione FMS di Iglesias, che come l'intera rete delle Ferrovie Meridionali Sarde fu attivata per l'esercizio ordinario 10 giorni dopo. Dal punto di vista artistico il fabbricato viaggiatori fu decorato del pittore Stanis Dessy, che fu incaricato di abbellire tutte le stazioni FMS aperte nel 1926.
Data la collocazione in quello che all'epoca era il centro più popoloso del Sulcis-Iglesiente, la stazione di Iglesias fu il maggiore tra gli scali realizzati dalle FMS, essendo stata designata come sede anche della Direzione d'Esercizio dell'intera rete e delle officine sociali. L'impianto fu inoltre con la stazione di Siliqua il punto di interscambio tra le reti FMS ed FS (si aggiungerà per le sole merci la stazione di Carbonia nel 1956), e l'importanza di tale ruolo ebbe particolare risalto per il trasporto dei minerali estratti nel circondario iglesiente, trasportati con i treni FMS a Iglesias e da qui trasbordati sui convogli FS per l'inoltro verso Cagliari e le altre destinazioni nell'isola. Oltre a ciò, per i viaggiatori della parte alta del Sulcis la stazione costituiva la porta d'accesso alla rete FS, in particolare questo ruolo venne ad amplificarsi con la fondazione dell'altra città del sud-ovest sardo, Carbonia, nel 1938. Da segnalare inoltre come la stazione fosse utilizzata non solo dalle FMS, ma anche dalla società Monteponi, proprietaria del complesso minerario dell'omonima frazione e della ferrovia privata che da questa località raggiungeva Portovesme: per inoltrare i propri prodotti a Iglesias e sulla rete FS (che raggiungeva Monteponi sino a poche settimane dall'inaugurazione della Iglesias-Palmas Suergiu) i treni della società mineraria si immettevano dalla loro stazione terminale di Monteponi al limitrofo ex capolinea FS (passato alle FMS), potendo entrare nella rete delle Ferrovie Meridionali Sarde raggiungendo la stazione di Iglesias.
L'incremento dell'attività mineraria nel Sulcis-Iglesiente negli anni trenta portò ad un potenziamento dell'infrastruttura ferroviaria delle FMS, fatto che ebbe effetti anche sullo scalo iglesiente, le cui strutture di ricovero e manutenzione del materiale rotabile furono ampliate e successivamente spostate poche centinaia di metri più a sud della stazione oltre la via Crocifisso.
Nel dopoguerra la stazione patì sia la contrazione del traffico merci sull'intera rete sia il calo del traffico passeggeri, in particolare dal 1956 in poi, anno di inaugurazione della ferrovia Villamassargia-Carbonia delle Ferrovie dello Stato su cui si dirottarono buona parte dei volumi di traffico proveniente dal Sulcis che interessavano in precedenza lo scalo iglesiente delle FMS. 
Ciò nonostante, per incentivare l'intermodalità merci con le FS ed evitare i trasbordi delle stesse tra le due amministrazioni (operazione eseguita nell'area ai confini tra le due stazioni, dove era presente un piano caricatore comune a FMS ed FS), le Ferrovie Meridionali Sarde acquistarono alcuni sottocarrelli per permettere ai carri FS in arrivo a Iglesias di essere instradati direttamente sulla rete FMS: per questo fu necessario realizzare in stazione un binario a doppio scartamento su livelli sfalsati per le operazioni necessarie al caricamento dei carri a scartamento ordinario sui carrelli a scartamento ridotto.

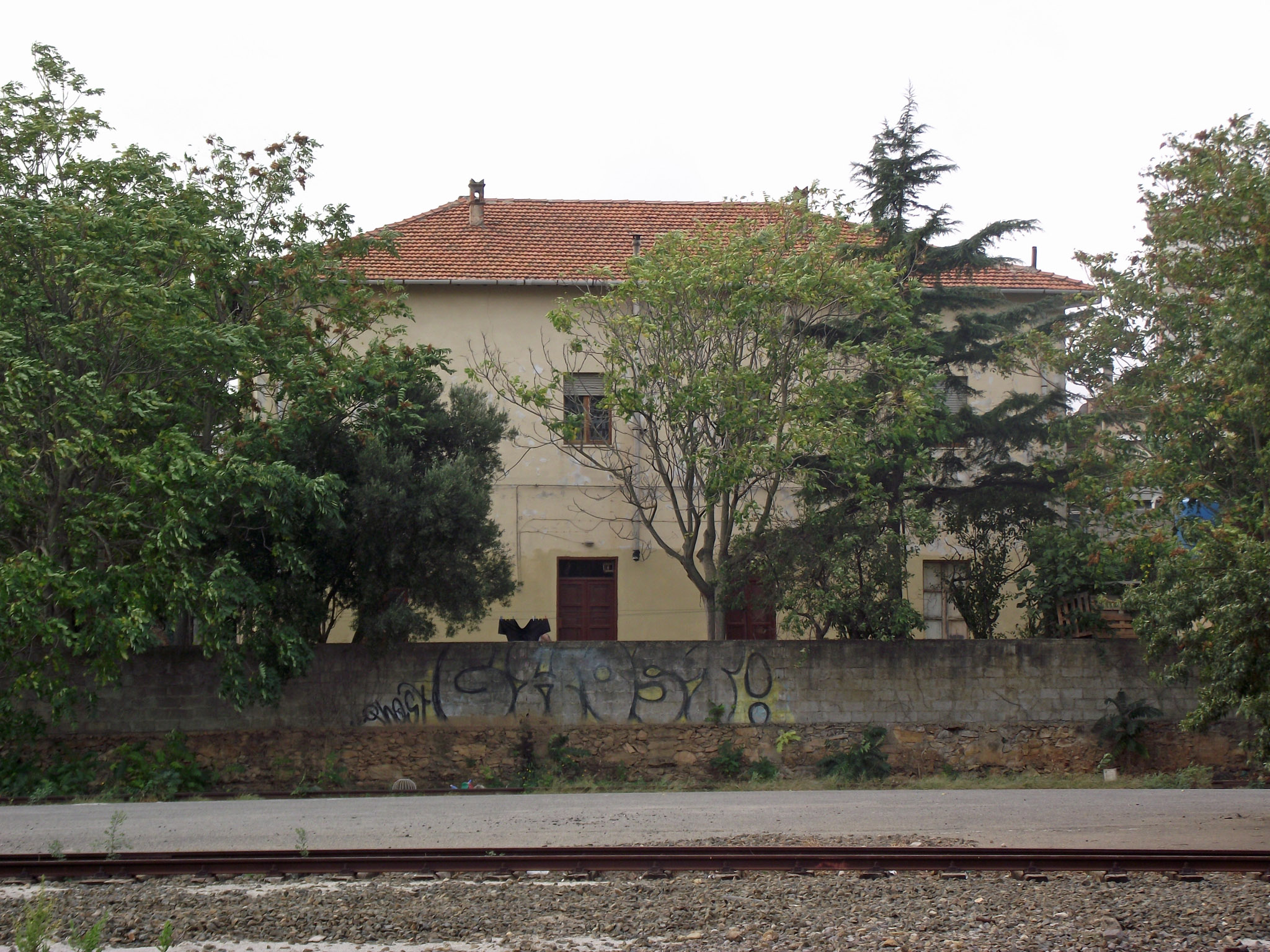
Il fabbricato viaggiatori nel 2012, visto dalla stazione FS.

Nel gennaio 1969 il danneggiamento della galleria di Cabitza, alla periferia sud della città, impose alle FMS la chiusura definita temporanea del tronco di ferrovia tra Monteponi e Iglesias, e la sostituzione delle relazioni ferroviarie con autolinee sostitutive in coincidenza con i treni in partenza e arrivo nella stazione della frazione mineraria, divenuta capotronco sino alla sistemazione della galleria lesionata. Lo scalo di Iglesias fu quindi impiegato in quegli anni solo come terminal per le autolinee sostitutive e per le operazioni di ricevimento e inoltro del materiale rotabile delle FMS che necessitava dell'intervento delle officine sociali: per i mezzi che non potevano essere riparati nella stazione di San Giovanni Suergiu (attrezzata per l'occasione in modo da svolgere la manutenzione ordinaria) era infatti necessario l'inoltro degli stessi nella stazione di Carbonia, raggiunta anche da un raccordo delle FS da cui poi i rotabili raggiungevano su carri lo scalo di Carbonia Stato e da qui la stazione FS iglesiente (via Villamassargia) dove poi i rotabili venivano scaricati sui binari della stazione FMS per l'inoltro alle officine.
Nonostante lo stato di provvisorietà della situazione, la stazione FMS di Iglesias non riaprì più all'esercizio ferroviario: nel 1974 l'intera rete ferroviaria delle FMS venne chiusa all'esercizio ed in seguito dismessa, con la concessionaria ferroviaria che si concentrerà esclusivamente sull'espletamento di autolinee. Mentre le officine e i depositi iglesienti della società furono riconvertiti a tal scopo, la stazione e i suoi edifici subirono altra sorte: alcuni fabbricati, tra cui quello viaggiatori, furono riconvertiti in abitazioni private, il piazzale binari fu trasformato nel campo da calcio del dopolavoro FMS, mentre la direzione d'esercizio, situata dinanzi alla via Crocifisso, fu alienata per usi commerciali data la costruzione di un nuovo edificio nell'area officine.

## Strutture e impianti

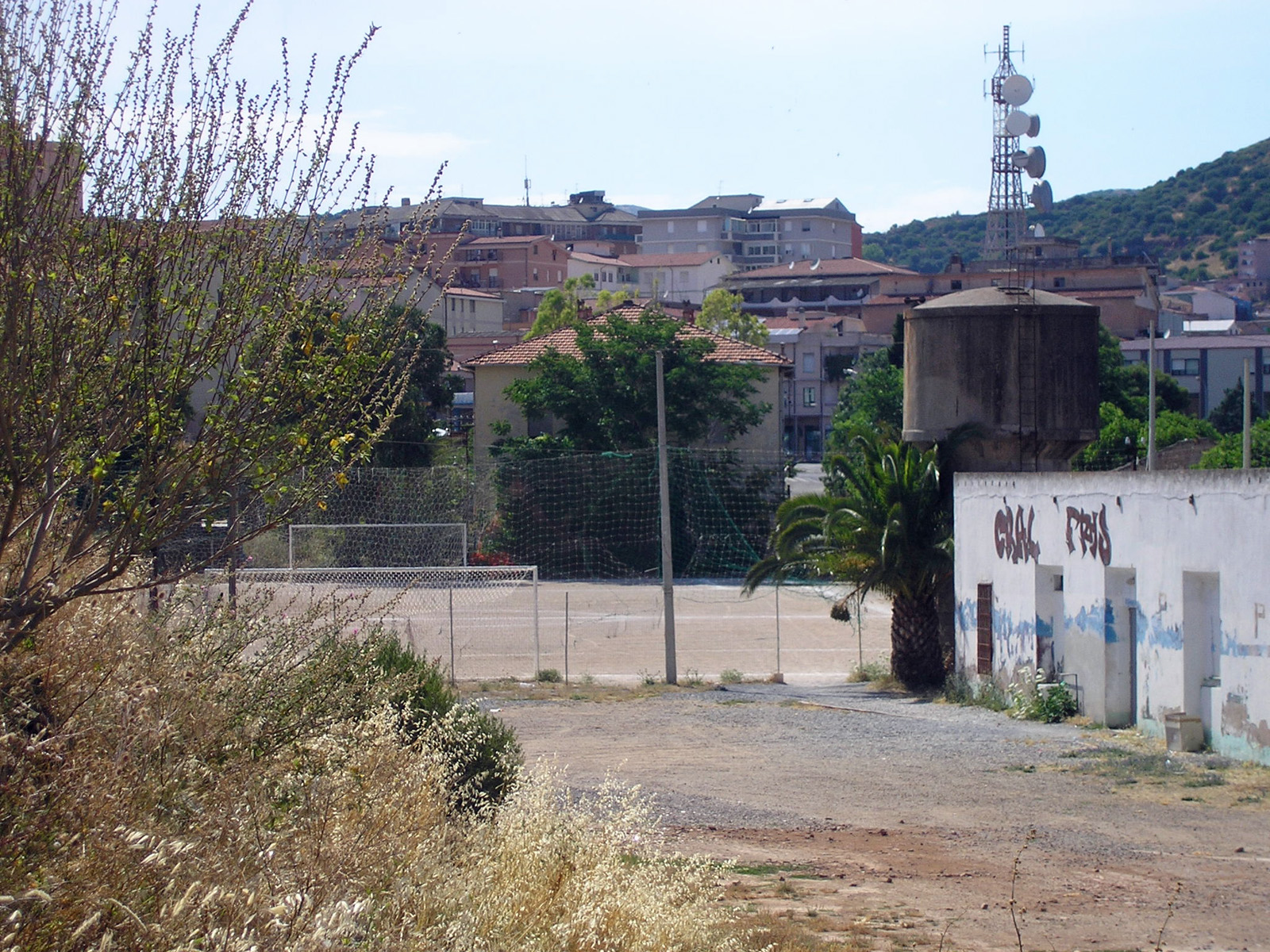
Quel che era il piazzale della stazione nel 2009: sopravvivono il fabbricato viaggiatori (al centro), destinato ad alloggi privati, e la torre dell'acqua dell'impianto. L'area occupata dai binari è stata negli anni trasformata in un campo da calcio

Dopo la chiusura della rete ferroviaria delle FMS, l'area della stazione è stata completamente disarmata e destinata, come gli edifici sopravvissuti, a vari usi non correlati ai servizi di trasporto.
Con la linea per San Giovanni Suergiu in attività, la stazione presentava un fascio binari principale composto da 4 binari davanti al lato sud fabbricato viaggiatori, i quali confluivano poi su un binario tronco (capolinea della ferrovia) che terminava pochi metri più a ovest dello scalo passeggeri parallelamente alla strada di accesso all'impianto. Da questo fascio era possibile raggiungere l'originario deposito locomotive (con annessi locali di servizio e manutenzione) che si trovava invece nella parte est della stazione, ed era servito da un binario che costeggiava anche la torre dell'acqua dello scalo, ancora presente. Sia i depositi che le officine furono successivamente spostati fuori dal perimetro della stazione, a sud della via Crocifisso (a nord della quale si trova la stazione): tali impianti furono riconvertiti all'impiego per le autolinee dal 2008 espletate dall'ARST (società che assorbì le FMS in quell'anno). Gli impianti originari interni alla stazione furono invece demoliti. Due ulteriori binari a nord servivano lo scalo merci dell'impianto e le relative strutture: sempre qui confluivano i raccordi a scartamento ordinario provenienti dalla stazione FS. Un ulteriore edificio utilizzato come alloggio per i dipendenti era situato a sud-est del fabbricato viaggiatori, ed è stato riconvertito anch'esso a uso abitativo dopo la chiusura della ferrovia.
La gestione del movimento in stazione era di competenza del locale Dirigente Movimento, nell'area della stazione era inoltre presente la direzione d'esercizio dell'intera rete delle Meridionali Sarde, situata in una palazzina collocata in posizione rialzata rispetto al piano binari, a sud del fabbricato viaggiatori, oggi utilizzata per usi commerciali. L'inversione del senso di marcia dei rotabili nella stazione era invece garantita da una piattaforma girevole.

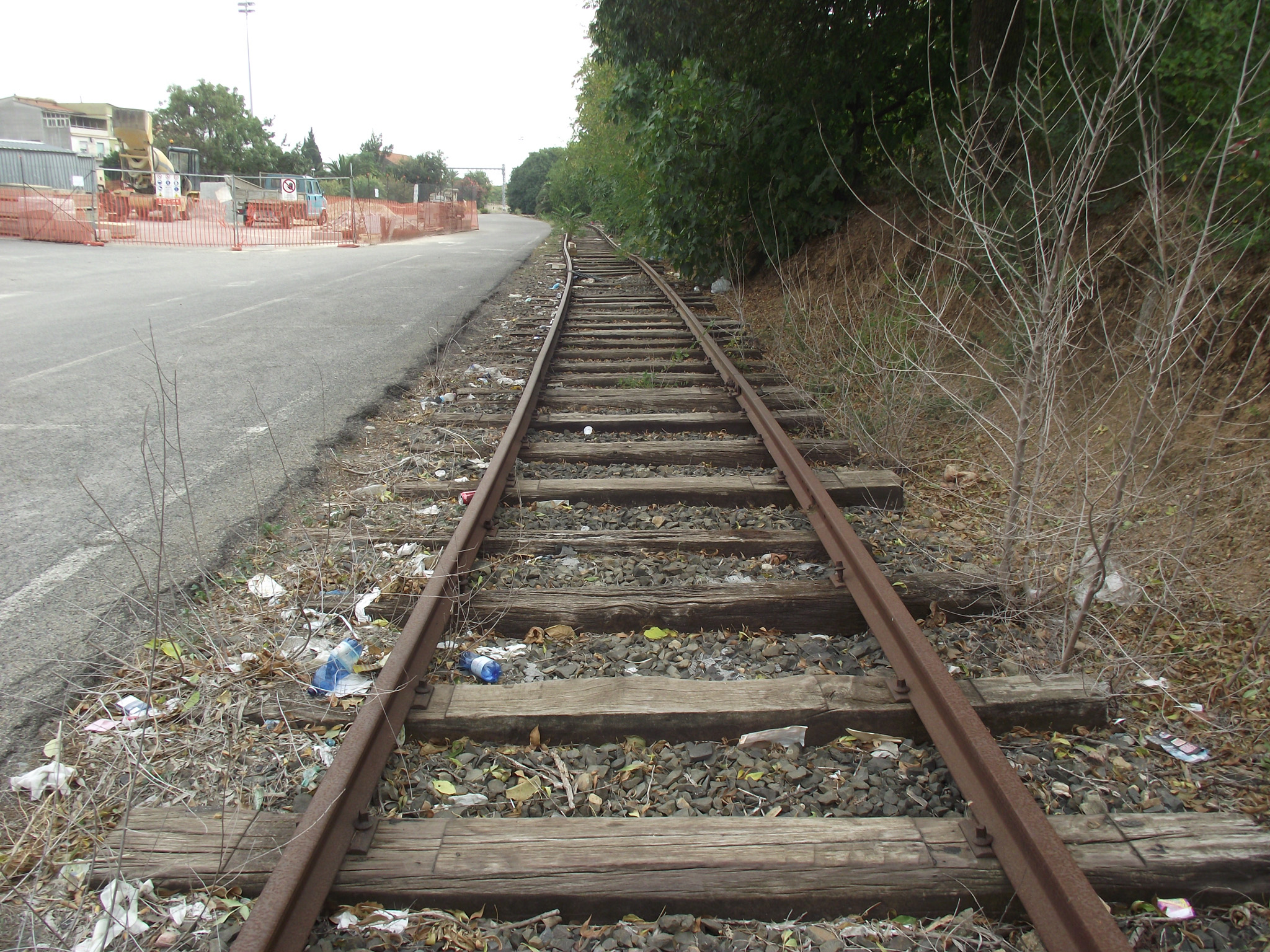
Resti del binario a scartamento ordinario che dalla stazione FS raggiungeva lo scalo merci FMS.

Il fabbricato viaggiatori fu l'unico di prima classe dell'intera rete FMS, e architettonicamente venne costruito a pianta rettangolare con 4 luci sui lati lunghi e 3 su quelli corti su due piani di sviluppo. Ad ovest di questa costruzione fu costruito un piccolo edificio per i servizi igienici.
Lo scalo merci dell'impianto era situato nella parte nord della stazione, ad est del fabbricato viaggiatori, e comprendeva un magazzino merci con adiacente piano caricatore. Tali strutture erano raggiunte da un binario che costeggiava l'intera struttura e da un altro che terminava tronco dinanzi al lato est del magazzino merci. Con uno schema speculare lo scalo era servito da due binari a scartamento ordinario provenienti dalla vicina stazione FS (confinante sul lato nord dell'impianto). Tale schema fu poi leggermente modificato con la posa di un binario a doppio scartamento (su livelli sfalsati) su cui avvenivano le operazioni di caricamento e scaricamento dei carri a scartamento ordinario delle Ferrovie dello Stato sui sottocarrelli a scartamento ridotto necessari per l'inoltro nella rete FMS.

## Movimento
La stazione fu chiusa al servizio ferroviario il 18 gennaio 1969, in precedenza era servita dai treni regionali delle FMS.

## Servizi
Durante l'attività ferroviaria la stazione fu dotata dei seguenti servizi:
- Biglietteria a sportello
- Sala d'attesa
- Servizi igienici

## Interscambi
La stazione fu costruita in posizione adiacente alla stazione del gruppo Ferrovie dello Stato di Iglesias, servita sia prima che dopo la chiusura dello scalo FMS dai treni regionali espletati sino al 2000 dalle stesse FS ed in seguito dalla controllata Trenitalia diretti verso il Cagliaritano lungo la ferrovia Decimomannu-Iglesias.
- Stazione di Iglesias (RFI)